# Temps impitoyables
Pour plus de détails, voir Fiche technique et Distribution.
Temps impitoyables (titre original : Könyörtelen idők) est un film hongrois réalisé par Sándor Sára et sorti en 1992.

## Synopsis
Hongrie. Hiver 1944-1945. Dans un pays dévasté par la guerre et en proie à la confusion et à la désorganisation, cinq déserteurs hongrois, refusant de servir aux côtés de l'Allemagne nazie, tentent de survivre avec un ordre de mission falsifié. Si la victoire de l'Armée rouge, obtenue au prix de durs combats, est accueillie comme une libération, elle se révèle pourtant génératrice de drames. Des soldats soviétiques se livrent aux pillages et aux viols...

## Fiche technique
- Titre original : Könyörtelen idők
- Titre en France : Temps impitoyables
- Réalisation et scénario : Sándor Sára, d'après le roman de Miklós Domahidy : A lapitás iskolája.
- Photographie : Balázs Sárá, noir et blanc
- Musique : Péter Eötvös
- Production : Budapest Filmstúdió, Objektív Film
- Durée : 99 minutes
- Pays d'origine :  Hongrie
- Sortie en  Hongrie : 14 février 1992
- Genre : Drame historique

## Distribution
- József Szarvas : Sili
- Zoltán Seress : Menyus
- András Stohl (en) : Cövek
- Balázs Mihályfi : Anti
- Jan Nowicki : Jeleky, le père de Menius
- Péter Andorai : Berkovich
- József Madaras : le Juge
- Anna Ráckevei : Zsófi Rostás